# Renee Wickliffe
Renee Waimarama Marie Wickliffe (Auckland, 30 maggio 1987) è una rugbista a 15 neozelandese, tre volte campionessa del mondo con le Black Ferns; analogo titolo conquistò, nel 2013, con la nazionale a sette alla coppa del mondo di categoria in Russia.
È tra le prime praticanti della disciplina ad avere interrotto il dilettantismo nel rugby femminile e a giocare con contratto semiprofessionistico.

## Biografia
Cresciuta ad Auckland in un ambiente familiare e sociale borderline dedito all'etilismo e alla tossicodipendenza, evitò di cadere a sua volta in droga e alcool grazie a un insegnante che, intraviste le sue potenzialità, la indirizzò al rugby.
Entrò quindi nella squadra provinciale di Auckland riuscendo a mettersi in luce a livello nazionale tanto da venir presa in considerazione per l'utilizzo nelle Black Ferns: il debutto giunse nel 2009, a 22 anni, contro l'Inghilterra in una serie di test match di fine anno; pochi mesi dopo fu convocata per la Coppa del Mondo 2010, alla vittoria della quale Wickliffe diede il suo contributo con una meta in semifinale alla Francia.
Nel 2013 fu convocata nella rappresentativa a sette per la Coppa del Mondo in Russia, riportando una vittoria finale anche in tale specialità.
Alla Coppa del Mondo 2014 che si tenne in Francia la squadra a XV non seppe difendere il primato conquistato quattro anni prima; fu di nuovo al mondiale nel 2017 in Irlanda, in cui vinse il suo secondo titolo personale battendo in finale, come sette anni prima, l'Inghilterra.
Facendo seguito a tale risultato, che per New Zealand Rugby rappresentava la quinta Coppa femminile nel gioco a XV, Wickliffe fu inclusa nel primo scaglione di giocatrici cui fu offerto un contratto semi-professionistico per un ammontare di circa 20 000 dollari all'anno.
Nel 2022, dopo una serie di infortuni occorsele negli ultimi anni, ha ricevuto la convocazione per la sua quarta e ultima Coppa del Mondo, l'edizione 2021 disputatasi con un anno di ritardo per via delle limitazioni ai trasporti internazionali dovuti alla pandemia di COVID-19; scesa in campo in due soli incontri nella fase a gironi, si è laureata campionessa mondiale per la terza volta, quando già aveva annunciato il suo ritiro dal rugby internazionale.

### Vita privata
In ragione del suo disagiato vissuto, Wickliffe è impegnata in attività di recupero presso le carceri femminili del Paese, iniziativa in cui ha coinvolto anche le sue compagne di squadra.
Lo scopo è quello di aiutare le detenute a intraprendere percorsi di riabilitazione terminata la pena.
In un'intervista concessa durante la visita a un penitenziario ad Auckland nell'ottobre 2018 Wickliffe affermò che senza l'aiuto del rugby avrebbe corso il rischio di trovarsi lì dentro come detenuta invece che come visitatrice.
Dichiaratamente lesbica, convive con la sua partner, e compagna di nazionale, Portia Woodman.

## Palmarès

### Rugby a 15
- Coppe del mondo: 1
Nuova Zelanda: 2010, 2017

### Rugby a 7
- Coppe del mondo a VII: 1
Nuova Zelanda: 2013